# Jugoslovanska muslimanska organizacija
Jugoslovanska muslimanska organizacija (JMO), ustanovljena leta 1919, je združevala največji del muslimanskega prebivalstva v Bosni in Hercegovini. V programu je bil naglašen verski moment kot osnova zbiranja Muslimanov. Stranka je zastopala interese premožnih slojev. Po začetnih razpravah med centralistično usmerjeno skupino strankinega predsednika, Ibrahima Maglajlića in avtonomistično usmerjeno skupino okrog Mehmeda Spahe okrog državne ureditve je leta 1922 prevladala avtonomistična struja in na čelo stranke je prišel Spaho. Po razglasitvi absolutističnega režima je stranka 1933 v sarajevskih punktacijah poudarila avtonomistični program. Na petomajskih skupščinskih volitvah je sodelovala na listi opozicije, kmalu za tem pa z radikali in SLS oblikovala koalicijsko vlado in JRZ. Manjša skupina nezadovoljnežev s strankino politiko se je od nje ločila in oblikovala Muslimansko organizacijo Hrvaške kmečke stranke. Po Spahovi smrti (1939) je na čelo stranke stopil Džafer Kulenović, ki si je po osnovanju Banovine Hrvaške prizadeval za avtonomijo Bosne in Hercegovine. Kulenović se je med drugo svetovno vojno pridružil ustašem.